# موسی البرکه
موسی البرکه (انگلیسی: Mousa Al-Barakah؛ زادهٔ ۱ ژانویهٔ ۱۹۸۹) یک ورزشکار است.